# Птахи-носороги
Птахи-носороги, або гомрайні (Bucerotidae) — родина птахів, класифікується до ряду Bucerotiformes, або за старішими класифікаціями до ряду сиворакшеподібних (Coraciiformes). Включає 57 видів, що мешкають в Африці і Південно-Східній Азії, на островах Тихого і Індійського океанів; 10 з них є ендеміками південної Африки. Наукова назва цих птахів походить від грец. βουσ, досл. «бик», + грец. κέρας, досл. «ріг», буквально — «бичачий ріг». Всі птахи-носороги дуже схожі один на одного за способом життя, в інших же відношеннях представляють надзвичайне різноманіття.

## Зовнішній вигляд

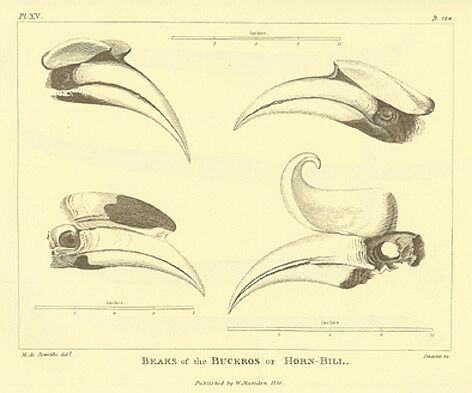
Різновиди порожнистих виростов, «рогів», у птахів-носорогів

Птахи-носороги отримали свою назву через великі довгі дзьоби, що різко заломлені вниз і мають біля своєї основи значні вирости різної форми, які відсутні лише у представників роду токів (Tockus). Краї дзьоба з неправильними щербинами. Не зважаючи на свою величину, такі дзьоби дуже легкі, оскільки усередині них (як і усередині кісток цих птахів) знаходяться великі повітряносні простори. Проте і в даному випадку серед представників цієї родини є винятки. Передня частина наростів калао довгохвостого (Rhinoplax vigil) щільна, по структурі схожа на кістку. За рахунок цього, маса черепу у птахів даного виду становить близько 11 % загальної маси дорослого птаха. Функція виростов у птахів-носорогів не ясна, проте учені припускають, що вони можуть служити для підтримки крупних дзьобів, посилення криків або статевої поведінки.
Розміри птахів-носорогів варіюють від 30 см у найменшого представника — малого токо (Tockus camurus), до 1,2 м у кафрского рогатого ворона (Bucorvus leadbeateri). Відмінності у вазі складають від 111 г до 6 кг відповідно. Не зважаючи на такий діапазон, птахи-носороги в основному крупні коренасті птахи. Для них характерне зрощення пальців ніг: другий і третій пальці зростаються на половину довжини основної фаланги, третій і четвертий — на 2/3 фаланги.
Для того, щоб утримувати голову і великий дзьоб, у птахів-носорогів досить міцні м'язи шиї. Голова щодо розмірів тіла маленька; хвіст і шия — довгі; крила досить довгі, могутні, широкі і сильно закруглені; ноги дуже короткі.

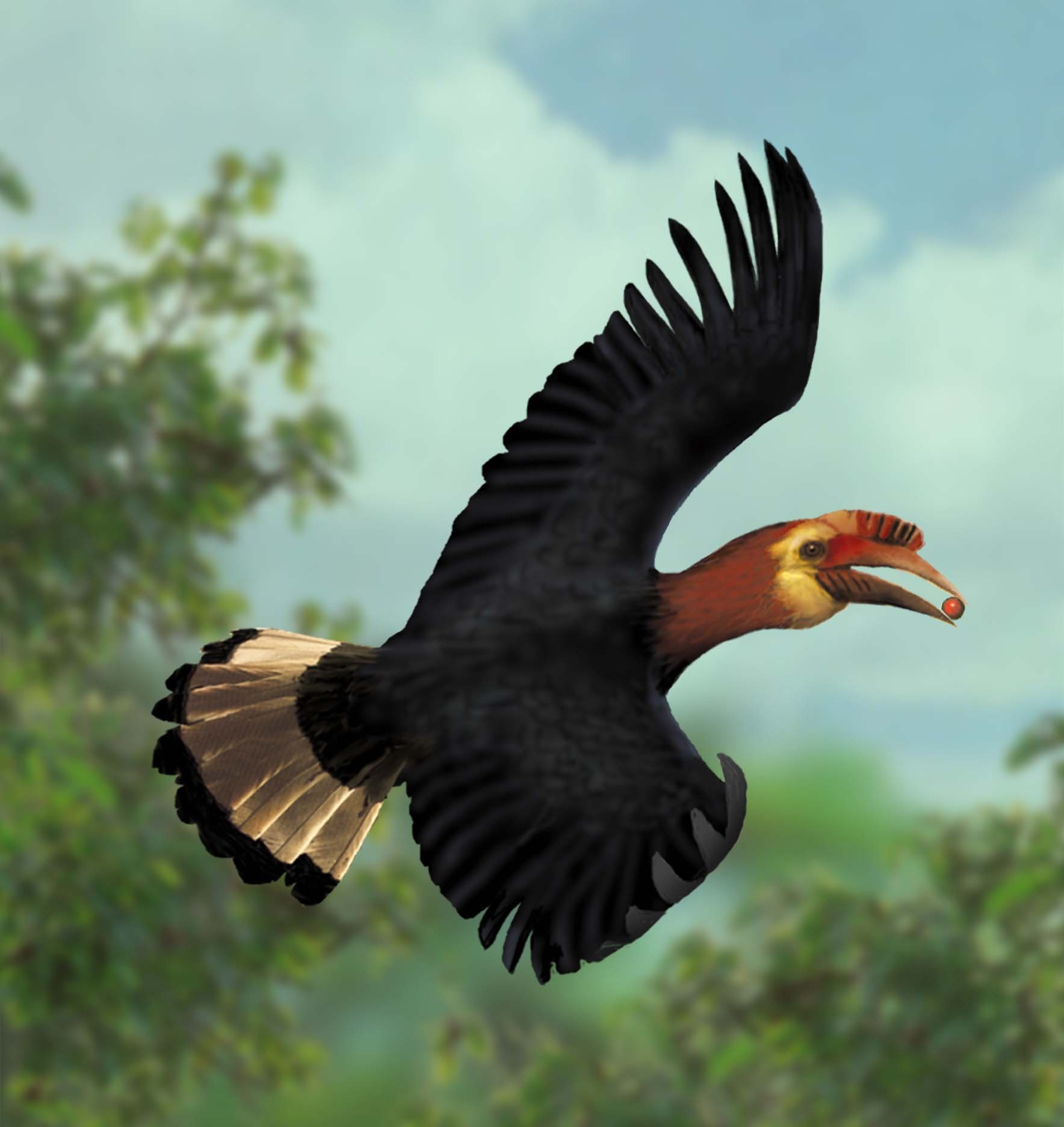
Калао негроський у польоті, малюнок Ебергарда Куріо

Політ у представників даної родини рідко буває тривалим, хоча не зважаючи на це вони здатні пролітати досить великі відстані. Під час польоту птахи-носороги створюють своїми крилами сильний характерний шум, схожий на звук потягу, що наближається. Причиною цього є повітряні простори між маховим пір'ям, які у них не закриті дрібним пір'ям, як у інших птахів. Під час польоту повітря проходить через крила, внаслідок чого виникає вібруючий звук.
На відміну від дзьобів, які у багатьох видів родини досить барвисті, оперення у більшості птахів-носорогів чорне, біле, сіре або коричневе. Пір'я на нижній частині тіла волосисто розсукане. На горлі і навколо очей у деяких видів є голі ділянки шкіри, а на верхній повіці товсті, довгі вії. Самці линяють зазвичай в період дощів. У самок більшості видів пір'я хвоста і крил змінялися під час насиджування яєць і линяння триває достатньо довго.
Самці в середньому більше за самок: різниця у вазі в середньому 17 %, у розмаху крил — 21 %, довжині дзьоба — до 30 %. Крім того, у багатьох видів статевий диморфізм виявляється в забарвленні. При цьому у деяких видів, як наприклад, у червонодзьобого калао (Aceros leucocephalus), відмінності між самцем і самкою помітні, головним чином, в забарвленні оперення, у інших же, як у чорного птаха-носорога (Anthracoceros malayanus), — тільки у розмірі і кольорі дзьоба.

### Голос
Птахи-носороги досить галасливі; практично у всіх видів часто повторюється, особливо в період гніздування, різкий глухий односкладовий або двоскладовий крик. Його час від часу можна почути під час польоту птахів, або коли вони стривожені. Якщо птах поранений або спійманий живцем, він видає безперервний страхітливий виск. Цей звук можна почути навіть за кілометр.

## Місця проживання і ареал
Птахи-носороги поширені у вологих тропічних лісах Африки, на південному заході Аравійського півострову, в Південно-Східній Азії, на островах Тихого і Індійського океанів. Вони гніздяться в природних дуплах. Живуть завжди в густих, високих лісах і проводять велику частину свого часу на деревах, за винятком рогатих воронів, які населяють відкриті простори з розрідженими чагарниками. Різні види займають, як правило, разні екологічні ніші, що дозволяє різним видам птахів-носорогів жити на одних і тих же територіях. Птахи-носороги відносяться до осілих птахів.

## Спосіб життя

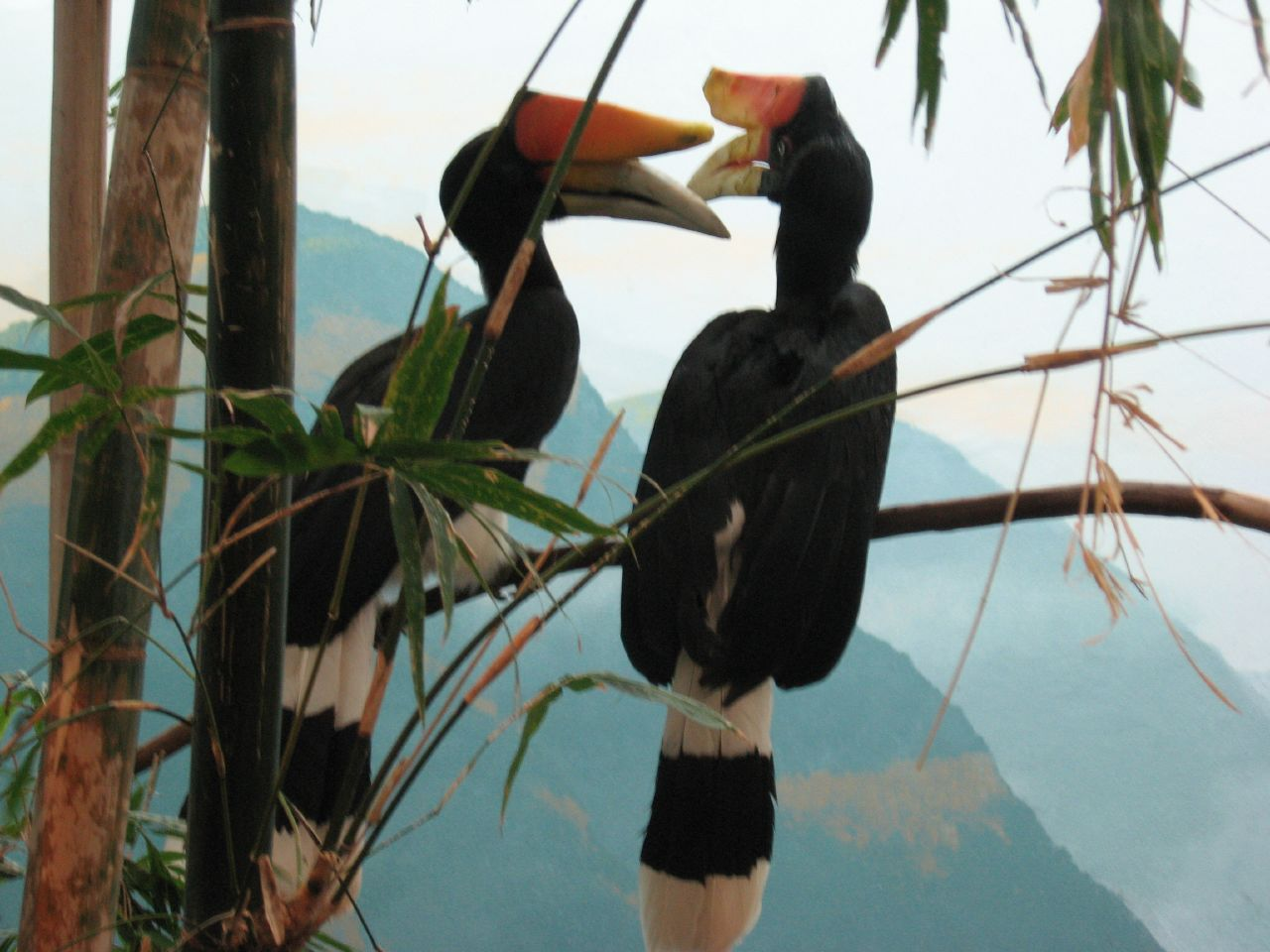
Пара малайських гомраїв (Buceros rhinoceros)

Птахи-носороги є скритними і в той же час галасливими птахами. Вони рідко з'являються в населених людиною районах, віддаючи перевагу первісним лісам. Дрібні види досить часто літають зграями по 10—20 птахів, особливо, в зимовий період, тоді як крупніші види зазвичай літають парами. Літають дуже високо (набагато вище за найвищі дерева) з витягнутими вперед шиями і небагато нахиленими вниз головами. У польоті дуже часто махають крильми, створюючи при цьому характерний шум.
У шлюбний сезон всі види утворюють моногамні пари. Гнізда птахи влаштовують в дуплах дерев, наприклад, таких, як і сизигіум (Syzygium). Птахи-носороги не здатні самостійно робити порожнини в деревах, тому їм доводиться шукати собі відповідного розміру дупла. Наявність місць для гніздування є одним із стримуючих чинників в розмірах популяцій.
Самець на початку шлюбного періоду починає пошук відповідного дупла. Як тільки дупло буде знайдено, він запрошує самку для огляду майбутнього гнізда. Якщо самка задоволена місцем для гнізда, недалеко від нього відбувається спаровування. Після цього самка замуровує вхід в дупло зсередини, використовуючи глину, трухляву деревину, відригнуту їжу та інші матеріали, які приносить самець. Зазвичай цей процес займає від трьох до семи днів. Через маленький отвір, що залишився, самець подає їжу самці, а також пташенятам після їх вилуплення.
Такі заходи безумовно захищають самку і пташенят від хижаків, проте вони ж доставляють самці проблеми з доглядом за гніздом і підтримкою його в чистому стані. Проблеми санітарії деякі самки вирішують дефекацією через отвір в дуплі або викиданням забрудненої підстилки гнізда назовні. Самки деяких видів не роблять цього і використовують великі запаси підстилкового матеріалу для вбирання екскрементів і залишків їжі, що впали.
Під час висиджування яєць у самки відбувається линяння, в результаті якого практично одночасно змінюється все пір'я. У цей період самка втрачає здатність літати.
Багато видів птахів-носорогів — навіть ті, які годуються зграями, — зберігають партнерів впродовж всього року. Не зважаючи на те, що самець під час гніздування один піклується про самку і потомство, часто біля гнізд можна спостерігати самців-помічників: таке, наприклад, спостерігається у короткочубого і довгочубого калао. Зазвичай помічники — молоді самці-однолітки, проте цю роль можуть брати на себе і дорослі самці.
Крупні види птахів відкладають 1—2 яйця, дрібні, — до 8. Висиджування починається з першого яйця; таким чином, пташенята вилуплюються не все відразу, а один за одним. Це неминуче веде до того, що всі пташенята в гнізді різного розміру. Пташенята, що щойно вилупилися, голі та сліпі. Пір'я починає рости через декілька днів, шкіра у пташенят при цьому темнішає. Кількість виживаючих пташенят залежить як від кількості самців-помічників, так і від кількості їжі. Інкубація триває від 23 до 46 днів. У крупніших видів інкубаційний період, як правило, триває довше. Подібного роду залежність спостерігається і в часі вигодовування пташенят (до тих пір, поки вони не покриються оперенням і не зможуть самостійно літати) — від 42 до 137 днів, а також в термінах досягнення статевої зрілості — дрібні види досягають статевої зрілості в рік, види середнього розміру (до 0,5 кг) — в два роки, крупні види — у віці 3—6 років.
Деякі види птахів-носорогів за рік висиджують дві кладки.
Молоді пташенята, що оперилися, здатні літати, мають недорозвинені вирости на голові та маленькі дзьоби. Приблизно у однорічному віці пташенята набувають вигляду дорослих птахів.

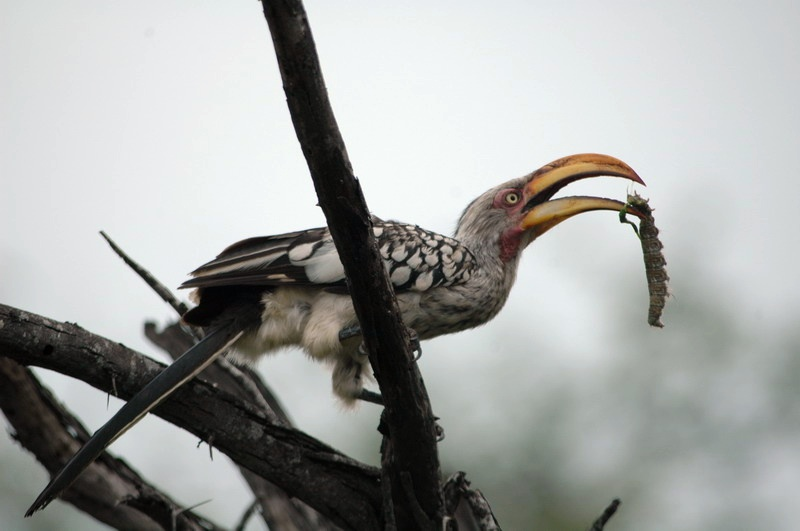
Токо намібійський (Tockus leucomelas)

Птахи-носороги всеїдні з відмінністю в своїх раціонах — від повністю м'ясоїдних до практично повністю травоїдних. Їжа складається з комах, дрібних хребетних, ящірок, молюсків, всіляких ягід, плодів, коріння деяких рослин і зерен. Дрібні види в основному віддають перевагу комахам, крупні види їдять головним чином плоди. Ймовірно, у зв'язку з тим, що плоди діставати треба з тонких гілок, крупні види птахів-носорогів мають відносно довгі дзьоби.
Один з найкрупніших представників, кафрський рогатий ворон (Bucorvus leadbeateri) — м'ясоїдний птах. Він полює на ящірок, жаб, дрібних ссавців, а також на інших дрібних птахів. Токо ангольський (Tockus monteiri) також м'ясоїдний, проте його їжу складають виключно комахи. З іншого боку є види птахів-носорогів, включаючи дворого і калао андаманського (Rhyticeros narcondami), які є практично повністю травоїдними. Можна відзначити, що все саванні і степові види м'ясоїдні, тоді як травоїдні види є лісовими мешканцями. Проте деякі види токів є комахоїдними, не зважаючи на те, що мешкають в лісах.
Деякі види характеризуються вузькою харчовою спеціалізацією — так, наприклад, жовтошоломний (Ceratogymna elata) і чорношоломний калао (Ceratogymna atrata) харчуються тільки плодами масличної пальми.
Дуже мала кількість видів птахів-носорогів п'ють воду. Більшість отримує вологу виключно з їжі.
Птахи-носороги, що харчуються переважно плодами тропічних дерев, грають важливу роль в розповсюдженні насіння.

## Птахи-носороги і людина

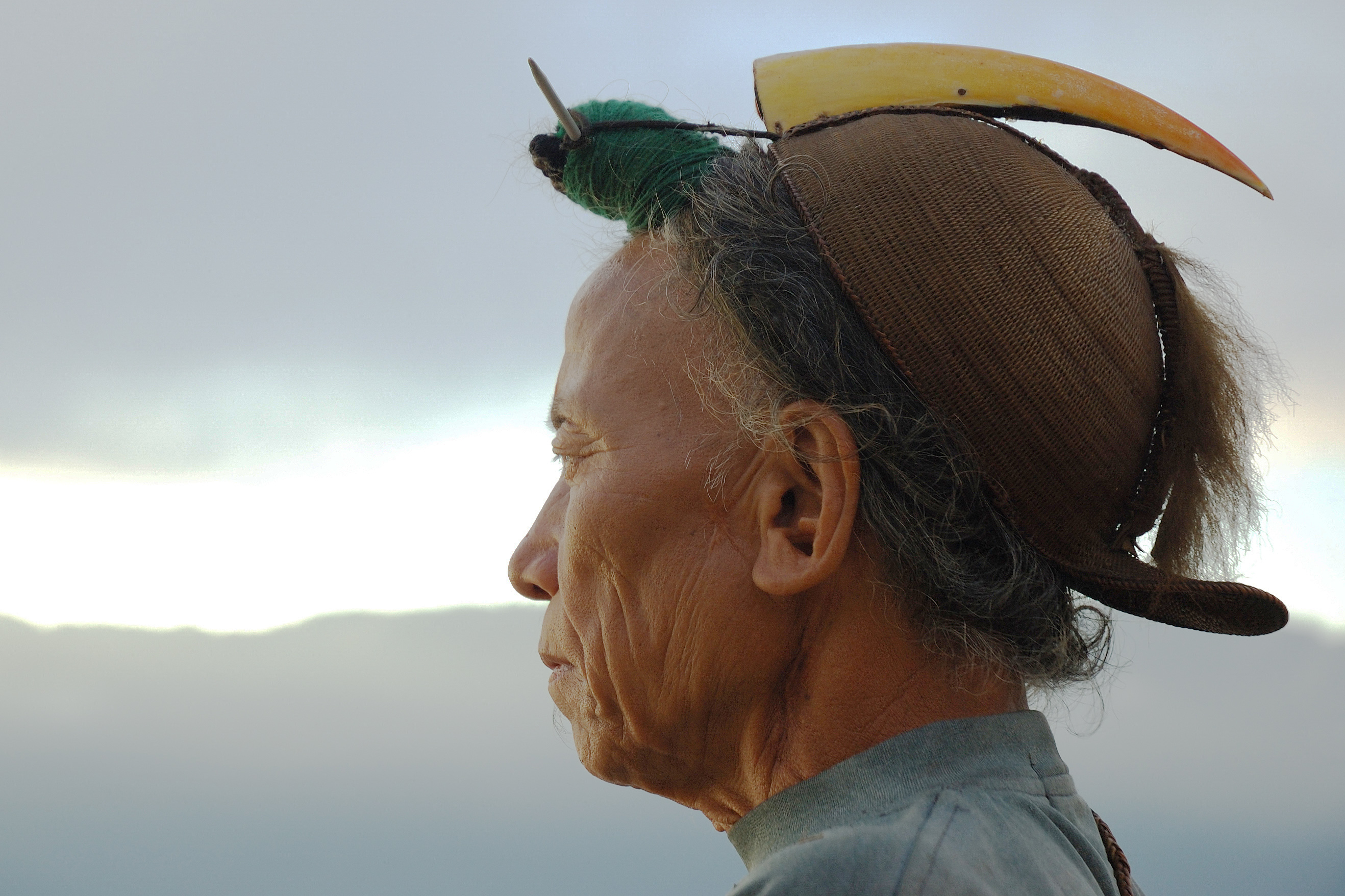
Дзьоб дворогого калао як головна прикраса племені Ніші

Людству ці птахи відомі дуже давно і зустрічаються в безлічі стародавніх традицій і міфів. Вже в Стародавньому Римі ці птахи вже були відомі як «птахи-носороги». Їх відмітно довгі дзьоби і великі шоломи часто використовуються як церемоніальні головні прикраси. Так, чоловіки племені ніші носять головні убори bopa з прикрасами з дзьобів дворогого калао. Спочатку такі убори носили тільки вожді і священики, проте сьогодні їх носять багато чоловіків як символ безстрашності.
Птахи-носороги (носорожці) присутні також і в українському фольклорі. Однак за українськими віруваннями ці птахи вимерли, так як не схотіли сісти у Ковчег Ноя.
Малайський гомрай є національним символом малайського штату Саравак, що знайшло віддзеркалення в його гербу, на якому цей птах зображений з розпростертими крилами. Для місцевого населення цей птах є символом непорочності і чистоти. Люди часто використовують або самого птаха, або його зображення в релігійних обрядах. Малайський гомрай з його задертим вгору шоломом символізує одного з наймогутніших даякських богів — бога війни Сінгаланг Буронга (малай. Singalang Burong), який грає важливу роль в релігійних фестивалях ібанів, особливо, в «фестивалі птаха-носорога» (малай. Gawai Kenyalang або малай. Gawai Burong). У цьому штаті водиться безліч видів цих птахів, через що його часто називають «країною птахів-носорогів». У Сараваці, як і на інших територіях Південно-Східної Азії, птахи-носороги знаходяться під охороною.
У індійському штаті Нагаленд також щорічно проходить «фестиваль птаха-носорога». Дворогий калао або великий індійський птах-носоріг в цьому штаті є повсюдно шанобливим птахом. У іншому індійському штаті — Аруначал-Прадеш — цей птах є символом штату і відображений на його гербі. Сулавеський калао (Aceros cassidix) є символом індонезійської провінції Південне Сулавесі.
Багато птахів-носорогів — крупні лісові птахи і вимагають для життя великі простори перестійного лісу з великим числом старих дерев для гніздування. Через інтенсивні вирубки лісів майбутнє цих птахів опинилося під загрозою. Люди полюють на птахів, використовуючи їх у їжу, для отримання засобів для лікування хвороб і виготовлення сувенірів: інкрустованих черепів і дзьобів. Щільні вирости шоломодзьобого калао (Rhinoplax vigil) застосовуються як матеріал для виготовлення нецке.
За даними червоного списку МСОП два види птахів-носорогів знаходяться під загрозою, ще два види — під критичною загрозою. П'ять видів класифікуються як уразливі, а ще 12 видів близькі до загрози вимирання.
Зображення птахів-носорогів можна побачити на прапорі бірманського штату Чін, на марках багатьох країн Африки і Азії. На 25 замбійських нгве зображений вінценосний ток (Tockus alboterminatus). У анімаційному фільмі «Король лев» моделлю для персонажа птаха-носорога Зазу послужив червонодзьобий ток (Tockus erythrorhynchus).
| Прапор бірманського штату Чін  |                                 |                                                                          |                                         |
|                                |                                 |                                                                          |                                         |
| Прапор бірманського штату Чін. | Герб малайського штату Саравак. | 10 замбійських нгве 1972 року. Зараз птах-носоріг зображений на 25 нгве. | Птах-носоріг Зазу з фільму «Король лев» |

## Роди
- Токо (Tockus) — 10 видів
- Lophoceros — 7 видів
- Horizocerus — 2 види
- Білочубий калао (Berenicornis) — 1 вид
- Африканський калао (Bycanistes) — 6 видів
- Шоломний калао (Ceratogymna) — 2 види
- Гомрай (Buceros) — 3 види
- Довгохвостий калао (Rhinoplax) — 1 вид
- Короткочубий калао (Anorrhinus) — 3 види
- Сірий токо (Ocyceros) — 3 види
- Птах-носоріг (Anthracoceros) — 5 видів
- Калао (Aceros) — 1 вид
- Rhabdotorrhinus — 4 види
- Філіппінський калао (Penelopides) — 5 видів
- Смугасторогий калао (Rhyticeros) — 6 видів